# C2 Juniors
C2 Juniors er en fraktion med tilhørsforhold til F.C. København. Gruppen blev officielt dannet i 2005, da en gruppe unge drenge blev enige om at udvikle en fraktion for unge under de 16 år, som ofte er skæringsgrænsen for, hvornår andre fraktioner tager medlemmer til sig.
Disse unge drenge, som er i alderen 15-18 år, er en del af den uofficielle kultur, som eksisterer i København. Gruppen står for at skabe den optimale opbakning til spillerne gennem hele kampen. Både på den visuelle og på det vokalmæssige plan. Gruppen er en del af de mest inkarnerede FCK fans og er derfor også altid repræsenteret ligegyldigt, hvor F.C. København spiller henne. Udover de almindelige SAS liga kampe, som gruppen oftest kommer til ved hjælp af bustransport, er de på det seneste også begyndt at vise sig i Europa sammenhæng. 
Gruppen er bl.a. kendt for deres samarbejde med en anden uofficiel fraktion ved navn Brigate06, bl.a. ved busture, men også ved bannerprotester. Sådan en havde gruppen også selv stablet på benene til kampen imod Esbjerg d. 27/5 2007. Denne protest gik imod en aldersgrænse som var blevet oprettet på Stemningstribunen i PARKEN, hvor unge under 15 år ikke er velkomne mere. Dermed udelukkede det den yngste del af gruppen fra at dukke op til hjemmekampene der, hvor stemningen skabes. 